# Kärrhonungsskivling
Kärrhonungsskivling (Armillaria ectypa) är en svampart som först beskrevs av Elias Fries, och fick sitt nu gällande namn av Lamoure 1965. Kärrhonungsskivling ingår i släktet Armillaria och familjen Physalacriaceae. Arten är reproducerande i Sverige. Inga underarter finns listade i Catalogue of Life.